# Reinhard I. (Hanau)
Reinhard I. von Hanau (* um 1225; Ersterwähnung: 1243; † 20. September 1281) ist der Stammvater der Herren und Grafen von Hanau.

## Vorgeschichte
Mit Reinhard I. beginnt die geschlossene Genealogie der Herren und Grafen von Hanau. Er gehört einer ab 1166/68 für Hanau urkundlich nachgewiesenen Adelsfamilie an, die sich zunächst nach ihrer Stammburg Dorfelden, ab 1191 nach der Burg Hanau benennt (de Hagenowe). Die Verwandtschaft zu den Familien von Buchen und von Dorfelden, die zuvor das Gebiet um Hanau beherrschten, ist nicht restlos geklärt.

## Biographie
Vermutlich ist er ein Sohn Reinhards II. von Dorfelden und folgte auch dessen Bruder – seinem Onkel – Heinrich II. von Dorfelden, vermutlich 1243, in der Herrschaft und vereinigt so den gesamten Besitz seiner Familie in einer Hand.
1260 begleitete Reinhard I. seinen Cousin Werner von Eppstein „unter Überwindung großer Mühen und Gefahren“ zu dessen Konsekration als Erzbischof von Mainz nach Rom. Aufgrund dieser Verbindung erlangte er die durch den Tod Konrads von Dornburg erledigten Mainzer Lehen und wurde Burgmann in Aschaffenburg. Im Interregnum stand er auf der Seite König Wilhelms von Holland, gegen Konrad IV.
Er nahm aktiv an der Politik der umliegenden Adelshäuser teil. 1260 beteiligt er sich an einer Fehde im Spessart und unter seiner Beteiligung wurde 1265 ein Landfrieden geschlossen, an dem er, das Haus Hessen und andere Adelige im Bereich der Wetterau beteiligt waren. In der Auseinandersetzung der Mainzer Erzbischöfe mit den Grafen von Rieneck um die Macht im westlichen Spessart steht Reinhard I. auf der Seite der Erzbischöfe. Der lang anhaltende Konflikt zieht sich bis 1271 hin. Letztendlich erweist sich der Mainzer Erzbischof Werner von Eppstein als Sieger und die Grafen von Rieneck müssen zurückstecken. Teil des Friedensschlusses ist, dass eine Tochter des Grafen Ludwig III. von Rieneck, Elisabeth, mit reicher Aussteuer, zu der unter anderem die Stadt Steinau an der Straße gehört, und unter ihrem Stand (!), an den Sohn Reinhards I., Ulrich I., verheiratet wird. Die Hanauer – stolz auf diesen ständischen Aufstieg – gestalten ihr eigenes Wappen und die eigene Helmzier entsprechend dem Rienecker Vorbild.
1275 bis 1279 (?) war Reinhard I. Landvogt in der Wetterau und Burggraf von Friedberg. Darüber hinaus war er Burgmann in Gelnhausen und in Rödelheim.
1266 kam es zu einem Abkommen mit der Stadt Frankfurt am Main, die Reinhard I. und seinen Erben sehr hohe Geldentschädigung zusprach, sollten Hanauer Untertanen als Bürger in Frankfurt aufgenommen werden. Dies spricht dafür, dass er mit einem massiven Problem der Landflucht kämpfte.
In die Zeit seiner Herrschaft fällt 1255 die über seine Frau, Adelheid von Münzenberg, vermittelte Münzenberger Erbschaft aufgrund des Todes von deren Bruder Ulrich II. von Münzenberg. Hanau erhielt dadurch Anteile an der Herrschaft Münzenberg, der „Grafschaft“ Assenheim und der Herrschaft Hagen (Hain in der Dreieich) sowie weiteren kleineren Besitzungen und Rechte. Eine zweite Erbschaft fiel mit der Rienecker Erbschaft 1277 an, die vor allem das Amt Schwarzenfels an Hanau fallen ließ. Eine weitere Arrondierung des Hanauer Gebiets erfolgte durch einen Gebietstausch von Hanauer Gütern in Benstadt, Stierstadt und Ossenheim mit dem Mariengredenstift in Mainz gegen die Wälder Hanau und Bulau.

## Familie
1245 ist er bereits mit Adelheid von Münzenberg, Tochter Ulrich I. von Hagen-Münzenberg, verheiratet. Als Heiratsgut brachte sie das Amt Babenhausen, den Bachgau und die Hälfte des Amtes Umstadt mit. Aus dieser Ehe gingen hervor:
1. Ulrich I.
2. Reinhard (erwähnt zwischen 1292 und 1301[4], zuletzt als Domherr in Würzburg)
3. Adelheid, Äbtissin des Klosters Patershausen (vor 1281)
4. Isengard, nach 1265 verheiratet mit Gerhard von Weilnau, verstorben vor 1281

## Tod
Reinhard I. starb am 20. September 1281 und wurde im Kloster Arnsburg, der Familiengrabstätte, beigesetzt.